# Temnora parvus
Temnora parvus är en fjärilsart som beskrevs av Kernbach 1963. Temnora parvus ingår i släktet Temnora och familjen svärmare. Inga underarter finns listade i Catalogue of Life.